# Cavetta
La Cavetta è un canale artificiale navigabile nel territorio comunale di Jesolo.

## Percorso
Il canale, che ha una lunghezza di 6,67 km, ha un percorso praticamente rettilineo. Si origina dal fiume Sile (nel centro di Jesolo) e, dopo l'affluenza del Canal Erroneo da destra, sfocia nel fiume Piave (nella frazione di Cortellazzo). È uno dei due canali che mettono in collegamento i due fiumi.

## Storia
Il canale venne costruito nel 1499 sotto la direzione dell'ingegnere Alvise Zucharin, durante la Repubblica di Venezia, al fine di migliorare il collegamento fluviale da Venezia a Grado.
Il canale diede il nome al ricostituito centro dell'antica Jesolo. Fino al 1930, infatti, Jesolo si chiamava Cavazuccherina: Cava, in riferimento al canale, e Zuccherina, in riferimento al progettista.
Il canale fu in alcuni casi un confine che divise parti avverse: tra Francesi e Austriaci in seguito alla conquista napoleonica, ma soprattutto tra Italiani e Austriaci durante la prima guerra mondiale dopo la Battaglia di Caporetto.
Nel secondo dopoguerra il canale subì una modifica; venne spostato il luogo d'origine e il ramo intombato divenne la via principale del centro di Jesolo (via Cesare Battisti).